# Maxela
Maxela (en náhuatl: maxaktik ‘Bifurcado’ ‘horqueta’ nombre atribuible a que la comunidad se encuentra entre cerros) es una localidad mexicana localizada al norte del estado de Guerrero, su cabecera municipal es Tepecoacuilco de Trujano. Es uno de los centros artesanales más importantes del municipio, donde se desarrolla la pintura en papel amate (cortezas de árboles de jonotes blanco y rojo)

## Historia
Los primeros habitantes de la localidad de Maxela eran tribus pertenecientes a la cultura mezcala, la cual se desarrolló a orillas del Río Mezcala, esta cultura floreció en el periodo que comprende posterior al apogeo olmeca en el estado de Guerrero,  entre 700 y 230 a. C., su auge tuvo lugar en tras la caída de Teotihuacán, en el Epiclásico (700-900 d. C.).

## Demografía
Hay 1254 habitantes. Maxela está a 950 metros de altitud. Latitud: 18.05   Longitud: -99.5833.
En la localidad hay 565 hombres y 689 mujeres. La relación mujeres/hombres es de 1,219. El ratio de fecundidad de la población femenina es de 3.17 hijos por mujer. El porcentaje de analfabetismo entre los adultos es del 21,45% (18,23% en los hombres y 24,09% en las mujeres) y el grado de escolaridad es de 4.20 (4.36 en hombres y 4.07 en mujeres). En Maxela el 2,15% de los adultos habla alguna lengua indígena. En la localidad se encuentran 366 viviendas, de las cuales el 0,16% disponen de una computadora.

## Geografía

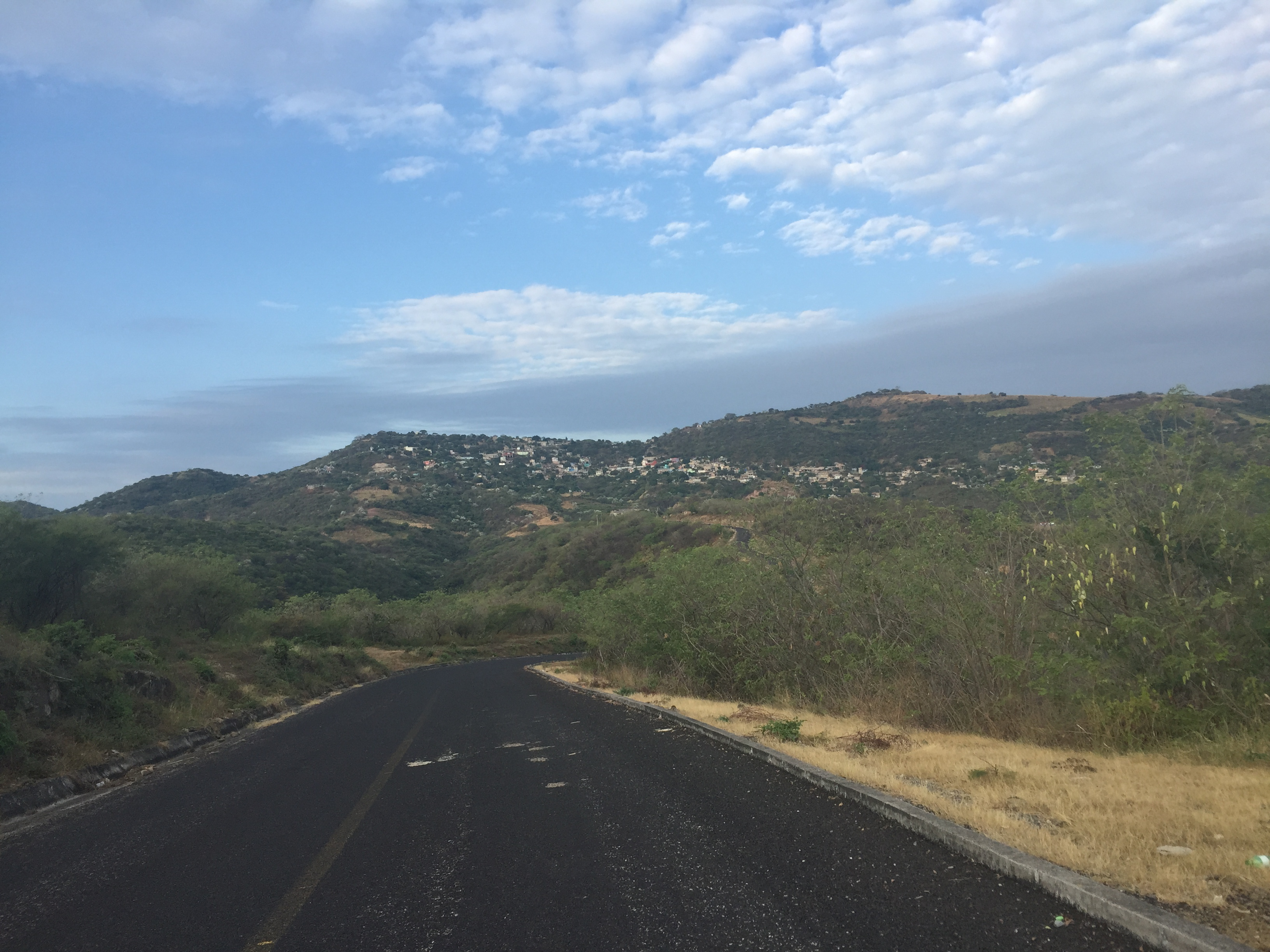
Paisaje de Maxela.

Maxela se encuentra ubicada a treinta kilómetros de la cabecera municipal, treinta y dos kilómetros de la ciudad de Iguala de la Independencia, a cinco kilómetros de la carretera federal México- Acapulco. Colinda al norte con la comunidad de Tonalapa del Sur, al oeste con Coacoyula de Álvarez, al sur con Xalitla.
Su clima es muy agradable, considerado como cálido con semi-humedad, la temperatura máxima llegan a ser hasta 31.5 °C y las mínimas de 24.8 °C.

## Tradiciones y costumbres
Eventos cívicos:
15 de septiembre. Independencia de México. Desfile, noche mexicana y representación de la escénica.
20 de noviembre. Revolución Mexicana. Desfile deportivo y evento cultural.
Eventos religiosos: 
El festejo a San Lucas. Del 17 al 18 de octubre. Donde se realizan diversas promesas al santo. La creencia es que este santo es muy milagroso.
La feria del 20 de enero en honor a la Virgen de la Purísima Concepción. Además de la conmemoración religiosa, existen jaripeo y baile con grupos locales.
El 8 de diciembre Festejo en honor a la Purísima Concepción.

## Atractivos turísticos
El lugar más concurrido es el centro de la comunidad donde se encuentra la Iglesia de la Virgen de la Purísima Concepción. Los domingos, a horas tempranas, se celebra la misa dominical, donde la mayoría de la población se congrega. Saliendo de la iglesia se pueden degustar diversos antojitos mexicanos. Otro lugar muy concurrido en las fiestas patronales es el corral de toros, construido para albergar a más de 2000 personas donde se disfruta del jaripeo tradicional de la región. 

## Gastronomía
En Maxela se pueden disfrutar diversos platillos propios de la comunidad, se recomienda comer el pozole verde y blanco, el adobo rojo de pollo, el mole y carne de puerco en salsa verde. En las fiestas , si hay suerte, se puede degustar de la cochinita, la barbacoa de chivo, entre otro platillos.

## Economía
Su economía depende del trabajo artesanal de los pobladores; en las artesanías se plasman historias de arte popular, estampas escénicas de pavos y pájaros silvestres, el trabajo se realiza en papel amate y figuras de barro. Hay ganaderos que se dedican a la venta de leche y productos derivados, los campesinos  cultivan el maíz, frijol, chile y calabaza.  